# Édouard Boubat

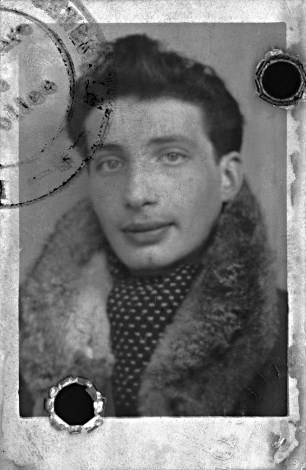
Édouard Boubat (1943)

Édouard Boubat (* 13. September 1923 in Paris; † 30. Juni 1999 in Montrouge) war ein französischer Fotograf und Fotojournalist.

## Leben und Werk
Édouard Boubat studierte von 1938 bis 1942 an der École Estienne (ESAIG) in Paris und arbeitete anschließend als Fotograveur. Als Reaktion auf die Sinnlosigkeit und den Horror des Zweiten Weltkrieges begann er ab 1946 selbst zu fotografieren, um in „friedfertigen, menschlichen Fotografien“ die Schönheit des Lebens zu zeigen. 1947 gewann er den Kodak Prize des Salon de Photographie der Bibliothèque nationale. Zur gleichen Zeit begegnete er dem US-Fotografen W. Eugene Smith.

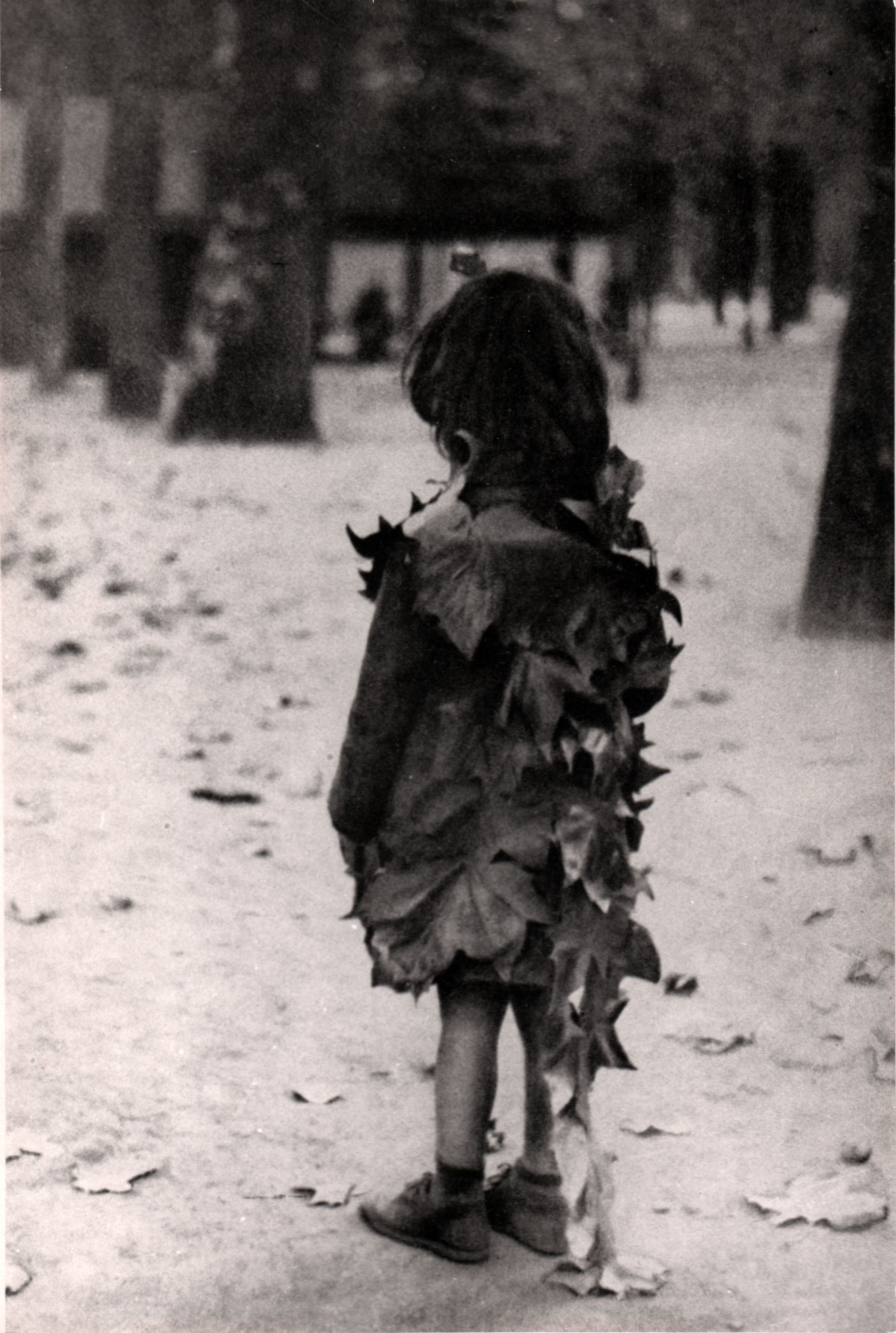
La petite fille aux feuilles mortes, Jardin du Luxembourg, Paris, 1947

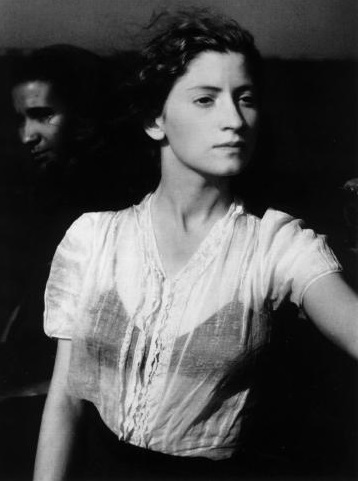
Lella, Bretagne, 1947

Im Mai 1950 wurden erste Bilder von Boubat in der Zeitschrift Camera veröffentlicht. 1951 stellte er gemeinsam mit Brassaï, Robert Doisneau, Paul Facchetti und Izis in der Buchhandlung und Galerie La Hune aus; im selben Jahr lernte er Bertie Gilou, den Art Director der im Frankreich der 1950er bedeutenden Zeitschrift Réalités kennen und begann als freier Pressefotograf für das Magazin zu arbeiten. Eine erste Reportage führte ihn nach Spanien, wo er 1952 eine Wallfahrt nach Santiago de Compostela dokumentierte, weitere weltweite Reiseberichten sollten folgen. So verbrachte er 1953 vier Monate in den USA, wo er für eine Sonderausgabe von „Réalités“ fotografierte, und bereiste anschließend 1954 Südamerika, die Sahara, Russland, sowie den Mittleren und den Fernen Osten. Ab 1966 bis in die 1970er Jahre wirkte er an verschiedenen Fernsehproduktionen in Frankreich und Schweden mit. 1971 wurde er mit der David-Octavius-Hill-Medaille geehrt. Ab den frühen 1980er Jahren folgten erneut weltweite Reiseberichte aus New York City, San Francisco oder Japan und Korea. 1988 wurde Boubat mit dem Hasselblad-Prize geehrt.
Boubat zählt neben seinen Zeitgenossen Lucien Clergue, Jean Dieuzaide, Robert Doisneau, Janine Niepce, Willy Ronis und Sabine Weiss, die allesamt Mitglieder der nach dem Krieg wiedergegründeten Agentur Rapho waren, zu den wichtigsten Vertretern der humanistisch geprägten Sozialdokumentation in der Pressefotografie. Für Édouard Boubat war die Fotografie ein Mittel, um direkt, aber respektvoll an den Menschen heranzukommen und sein Einzelschicksal zu erkunden. So fotografierte er bevorzugt einfache Bauernfamilien oder Menschen auf der Straße, die er in ein unverfängliches Gespräch verwickelte und dabei ablichtete, ohne sie bloßzustellen. Zumeist wirken die Porträtierten trotz ihrer manchmal offensichtlichen Armut friedvoll und in ihre Umgebung eingebunden. In Boubats zumeist schwarzweißen Arbeiten steht weniger das prätentiöse, Aufsehen erregende im Vordergrund, als vielmehr die bildnerische Erkundung der Welt und ihrer Bewohner. Der Autor Jacques Prévert nannte Boubat einen „Korrespondenten des Friedens“
In der 1955 von Edward Steichen initiierten Ausstellung The Family of Man, die als Resümee der humanistischen Reportagefotografie zeigen sollte, „wie sehr sich die Menschen auf der ganzen Welt gleichen“, wurden auch Boubats Arbeiten aufgenommen. Die damals einzigartig große Wanderausstellung wurde ab 1959 weltweit gezeigt.

## Auszeichnungen
- 1971: David-Octavius-Hill-Medaille der Gesellschaft deutscher Lichtbildner

## Bibliografie

### Veröffentlichungen von Boubat
- Photographies 1950-1987. Éditions du Désastre, 1988, ISBN 2-87770-001-1
- Intimacies Bookking International, Paris 1990, Einleitung ISBN 2-87714-045-8

### Monografien
- Bernard Boubat, Geneviève Anhoury: Edouard Boubat. Knesebeck Verlag, München 2005, ISBN 3-89660-253-5